# Provincia Uíge
Uíge este o provincie în Angola.

## Municipalități
- Zombo
- Quimbele
- Damba
- Mucaba
- Bungu
- Macocola
- Bembe
- Buengas
- Sanza Pombo
- Alto Cauale
- Puri
- Negage
- Quitexe
- Ambuila
- Songo